# Globträdet

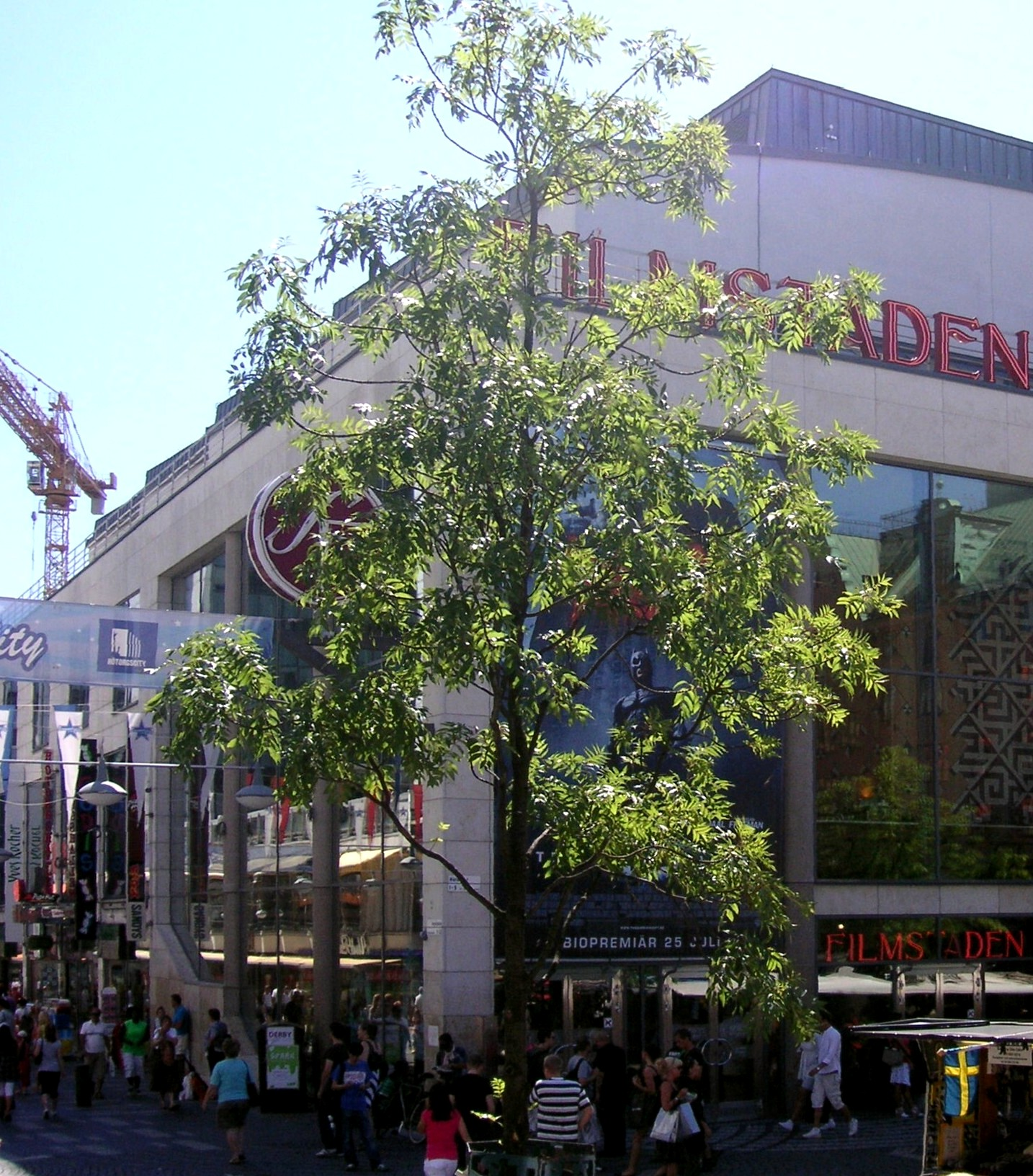
Framtidsträdet på Hötorget i Stockholm är en ask som planterades av Globträdet 1986.

Globträdet är en ideell förening som bildades i Stockholm 1982. Organisationen har sitt säte i Sverige.
Barn och ungdomar är Globträdets uppdragsgivare och detta har utvecklat projekt/program som Framtidsmöten, Framtidsskeppet, VM i samarbete och senast Barnens mötesplats. För Globträd har just träd ett stort symbolvärde, de menar att “…trädet har i alla tider, i nästan alla kulturer, varit mötesplatsen där människor stannat upp, vilat ut, för att sedan vandra vidare…”. 

## Utmärkelser

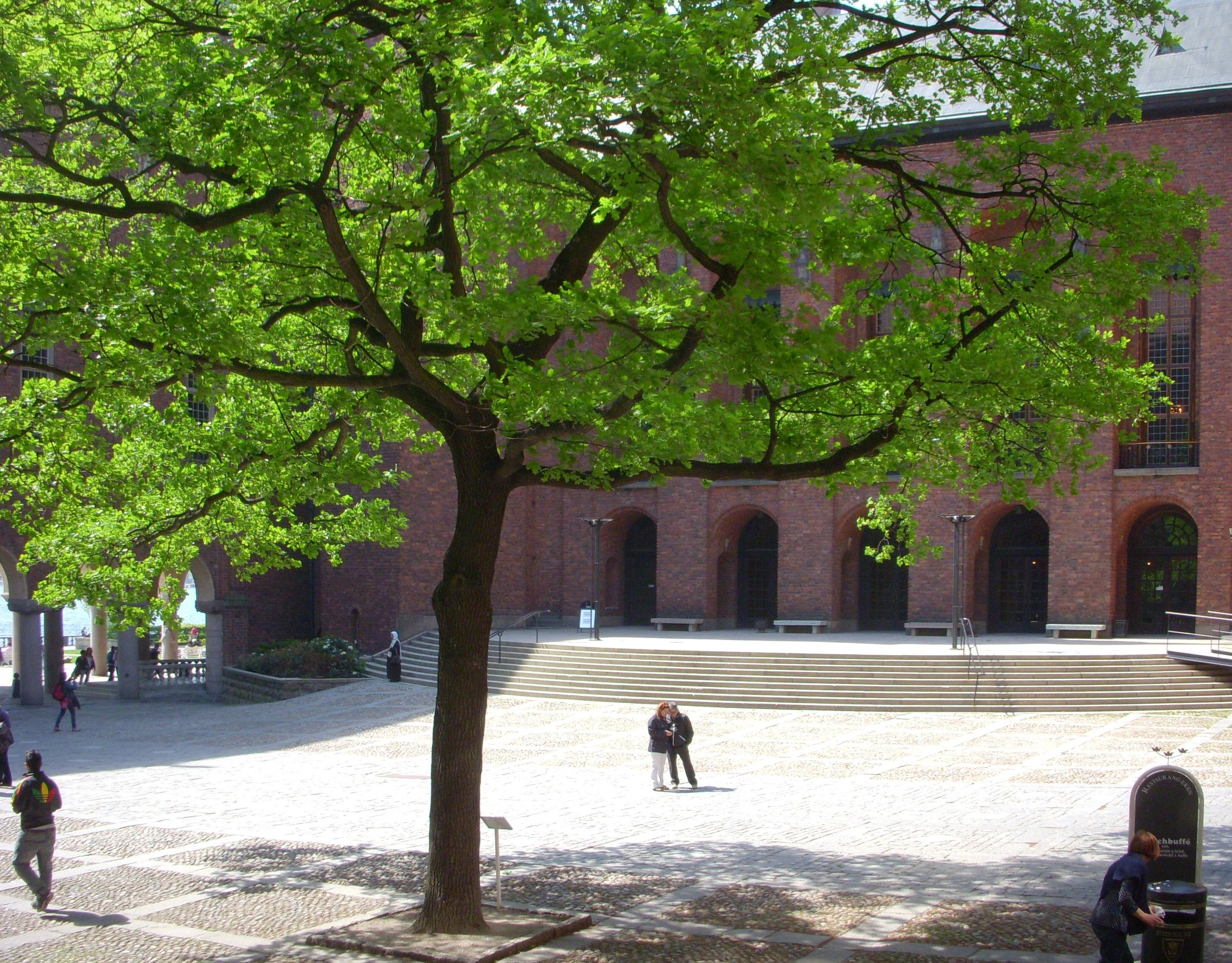
Eken på Stadshusets borgargård, som överlämnades i samband med första VM i samarbete i Stockholm år 2006.

### The UN in Nairobi
FN i Nairobi har avsatt ett område kring ett träd till Globträdet, en fysisk mötesplats där barn kan träffa beslutsfattare. "Globetree has been authorized by the Executive Director of the United Nations Environment Programme (UNEP) to run a Children's Meeting Place at the United Nations grounds in Nairobi, Kenya".

### UN-DPI
1996 tilldels Globträdet FN-status som UN-DPI (UN Department of Public Information), vilket innebär att Globträdet "may now designate official representatives to the United Nations - to the United Nations Headquarters in New York and the United Nations offices in Geneva and Vienna". UN-DPI är FN:s samarbetsorgan för icke-statliga organisationer.

### ECOSOC
Globträdet får 1999 konsultativ status i FN - ECOSOC: "thereby giving Globetree a mutually beneficial working relationship with the United Nations".

### UNEP Global 500
Globträdet tilldelas i juni 2000, som första organisation i Sverige, UNEP (United Nations Environment Programme) Global 500 Roll of Honour Award, kategorin Youth - "for outstanding achievements in the protection and improvement of the environment".

### S:t Eriksmedaljen
Stockholm Stads hedersutmärkelse "S:t Eriksmedaljen" tilldelas Globträdets initiativtagare och ordförande Kajsa Dahlström. Förtjänstmedaljen är avsedd att "i blått band å bröstet bäras".

### Barnens Skattkista
Intill Gyllene Salen i Stockholms Stadshus finns en gammal skattkista där man förr i tiden förvarade medborgarnas skattepengar. Vid 12-slaget på Millennienatten öppnades skattkistan. En flicka och pojke från Globträdet lade ner var sitt brev i kistan med drömmar och förhoppningar inför framtiden. I det ögonblicket förvandlades kistan från penningkista till Barnens Skattkista för inre värden. Kommunfullmäktiges ordförande i Stockholms Stadshus, Axel Wennerholm, bevittnade ceremonin.

### Framtidsträdet på Hötorget
Till det första Framtidsmötet 1986 avsatte Stockholms gatukontor en plats på Hötorget nedanför Stockholms Konserthus där en ask planterades som fick heta Framtidsträdet. Framtidsträdet är en mångkulturell mötesplats som förenar gamla och nya symbolhandlingar.

### ASE-medaljen
Medaljen från Association of Space Explorers (ASE) tilldelas Kajsa Dahlström i samband med Framtidsskeppet i Globen 1998. Medaljen överlämnas gemensamt av Presidenten för astronauter Jon McBride och Presidenten för kosmonauter Alexei Leonov.

## Plattformen
Plattform för arbetet är FN-dokumenten Barnets Rättigheter och Agenda 21 och inspiration till den skapande processen finns formulerad i Unescos rapport ”Vår skapande Mångfald”. Organisationen vill också bidra till att uppfylla intentionerna i Millenniemålen.

## Senaste projektet
Sommaren 2006 arrangerade föreningen VM i samarbete, där tusentals barn från Stockholm, andra kommuner i Sverige och flera länder deltog. Syftet med arrangemanget är att hitta nya mötesplatser mellan barn, ungdomar och beslutsfattare. I samband med mötet för första VM i samarbete överlämnades en ek på borgargården för Stockholms stadshus.